# William Dolben (3e baronnet)
William Dolben, 3e baronnet (1727-1814) est un député britannique conservateur et un militant de l'abolition de l'esclavage .

## Biographie
Il est né à Finedon, Northamptonshire, le seul fils survivant de John Dolben, 2e baronnet et son épouse Elizabeth Digby (décédée en 1730), fille de William Digby (5e baron Digby) et Lady Jane Noel. Il fait ses études à la Westminster School et à Christ Church d'Oxford en 1744. Après son départ d'Oxford, il épouse en 1748 Judith, fille de Somerset English, héritière d'une fortune considérable. En 1756, il hérite du titre de baronnet à la mort de son père
Il est nommé haut-shérif du Northamptonshire pour 1760 et, en 1766, maitre des eaux et forêts de Rockingham Forest. Après une courte période au début de 1768 où il est député de l'Université d'Oxford, il est élu député de Northamptonshire, aux élections générales de mars 1768, et siège jusqu'en 1774. En 1780, il est réélu par l'Université jusqu'en 1806. Le 20 avril 1797, il est nommé capitaine du régiment de cavalerie volontaire du Northamptonshire.
Au cours de sa longue carrière parlementaire en tant que député indépendant, il est un ardent défenseur de la réforme parlementaire et de l'abolition de l'esclavage. Il défend la cause abolitionniste après avoir visité par hasard un navire négrier amarré dans le port de Londres. Les conditions qu’il a trouvées sur le navire l’ont tellement horrifié qu’il a immédiatement décidé de travailler pour l’abolition. Avec le soutien d'autres abolitionnistes, Dolben présente en 1788 un projet de loi visant à réglementer les conditions de conduite à bord des navires négriers, adopté sous le Dolben Act de 1788 à une large majorité.
Après la mort de sa première épouse en 1771, il épouse en 1789 une cousine germaine, Charlotte Scotchmer, née Affleck. Il meurt à Bury St Edmunds en 1814, à l'âge de quatre-vingt-sept ans et est enterré à l'église de Finedon. John English Dolben, son seul fils survivant de son premier mariage, hérite du titre et des domaines.